# If U Seek Amy
If U Seek Amy (Všichni chtějí Amy) je třetí píseň z alba Circus zpěvačky Britney Spears. Song byl vydán 10. března 2009.

## Videoklip
Vše začíná pohledem na lidi, kteří spí nebo leží na zemi a baví se. Pak se ukazuje Britney Spears. Při refrénu tančí s tanečníky. Pak vidíme běl, ve které je kousek po kousku ukázáno, jak si Britney obléká bílo-růžové šaty. Pak jde dolů po schodech. Vezme koláč a jde s ním ven, kde už na ni čekají dvě děti a muž. Za plotem jsou fotografové a Britney se nechává v klidu fotit. Vše končí, když ji jeden fotograf vyfotí černo-bíle.